# مهری فلاحی
مهری فلاحی دریاکناری بازیکن والیبال نشسته ایرانی است که از سال ۱۳۸۸ برای تیم ملی والیبال نشسته زنان ایران به میدان می‌رود. او در پارالمپیک ۲۰۱۶ ریو به همراه تیم ملی والیبال نشسته زنان ایران با شکست هلند موفق به کسب عنوان پنجم شد.

## زندگی
مهری فلاحی در سال ۱۳۷۲ متولد شد و در سال ۱۳۷۷ به علت تصادف هر دو پای خود را از دست داد.

## فعالیت ورزشی
مهری فلاحی از سال ۱۳۸۴ فعالیت ورزشی خود را با دو و میدانی آغاز کرد اما در سال ۱۳۸۸ به والیبال نشسته روی آورد و در همان سال عضو تیم ملی والیبال نشسته زنان ایران شد.
همچنین او مدرک درجه ۳ مربیگری والیبال نشسته را نیز دارد.

## افتخارات
- نشان نقره بازی‌های پاراآسیایی ۲۰۱۴ به میزبانی اینچئون، کره جنوبی[۲][۳][۴]